# Halictophagus mackayi
Halictophagus mackayi är en insektsart som först beskrevs av Richard Mitchell Bohart 1937.  Halictophagus mackayi ingår i släktet Halictophagus och familjen kamvridvingar. Inga underarter finns listade i Catalogue of Life.